# Florian Blaas
Florian Blaas (8. dubna 1828 Brixen – 22. prosince 1906 Innsbruck) byl rakouský právník, malíř a politik německé národnosti z Tyrolska, v 2. polovině 19. století poslanec Říšské rady.

## Biografie
Narodil se v Brixenu, kde vystudoval gymnázium a pak studoval na Innsbrucké univerzitě. Během revolučního roku 1848 působil v studentské legii. Po studiích nastoupil k zemskému soudu v Innsbrucku jako praktikant. Následně byl soudním adjunktem v Reutte, pak zase nastoupil do Innsbrucku, kde se později stal radou vrchního zemského soudu, kterým byl až do svého odchodu na penzi.
Od roku 1862 až do roku 1897 byl členem městské rady v Innsbrucku. Zasadil se o vznik lékařské fakulty na místní univerzitě a o vypracování obecního statutu. Vykonával rovněž funkci předsedy městské spořitelny. Zasedal dlouhodobě jako poslanec Tyrolského zemského sněmu, kam poprvé nastoupil v prosinci 1862 poté, co zemřel poslanec Hieronymus von Klebelsberg zu Thumburg. Zastupoval městskou kurii, obvod Innsbruck. V květnu 1863 se stal náhradníkem zemského výboru. V zemských volbách roku 1867 ho porazil notář Rapp, ale již v roce 1869 mandát získal zpět poté, co zemřel poslanec Johann Haßlwanter. Zemským poslancem pak byl nepřetržitě až do července 1901, kdy rezignoval s poukazem na vysoký věk. Roku 1870 se opětovně stal i náhradníkem zemského výboru a pak v letech 1875–1882 byl jeho řádným členem. Město Innsbruck mu roku 1887 udělilo čestné občanství a při odchodu do penze získal Řád železné koruny.
Byl také poslancem Říšské rady (celostátního parlamentu Předlitavska), kam nastoupil v doplňovacích volbách roku 1875, za kurii městskou a obchodních a živnostenských komor v Tyrolsku, obvod Bolzano, Merano, Glurns atd./Bolzano. Slib složil 26. února 1875. V roce 1875 se uvádí jako Dr. Florian Blaas, c. k. rada zemského soudu, bytem Innsbruck. V parlamentu i zemském sněmu zastupoval tzv. Ústavní stranu (liberálně, centralisticky a provídeňsky orientovanou).
V soukromém životě se zabýval na vysoké úrovni malováním.
Zemřel po krátké nemoci v prosinci 1906.